# 佐藤輝幸
佐藤 輝幸（1978年4月20日 ）は、群馬県桐生市出身の男性実業家である。
身長175cm、O型。
株式会社ネクスト・アカデミー代表取締役、株式会社かっぺ（千葉大学ベンチャー称号授与企業)取締役。そのほか、株式会社アストロフィア取締役、NPO法人78会理事や千葉大学経済人倶楽部絆理事、千葉大学非常勤講師をつとめる。

## 来歴
- 2000年 - 株式会社かっぺ入社。
- 2001年 - 千葉大学法経学部経済学科卒業。
- 2004年4月 - 株式会社かっぺ専務取締役に就任。
- 2005年9月 - 株式会社かっぺ代表取締役に就任。
- 2006年9月 - 西千葉ネクストサミットNEXIT'06を千葉大学けやき会館にて開催。
- 2006年 - 千葉大学特別講義「起業論」講師。
- 2007年- 千葉大学非常勤講師就任、「起業論」担当。千葉工業高校ものづくり授業「インターネット業界」講師。千葉情報経理学校様「WEB制作業界で働くにあたって」授業講師。
- 2009年 - 千葉大学経済人倶楽部「絆」副会長就任。
- 2010年 - NPO法人78会理事就任
- 2011年4月 - 千葉市ベンチャーカップ学生部門「学生ビジネスコンテスト」企画・クリエイティブディレクションを担当。
- 2011年4月27日　- 宣伝会議アプリマーケティングカンファレンス講師。
- 2011年5月 - 千葉大学キャリア教育演習子供起業塾メンター担当。
- 2011年6月23日 - 企業情報化協会CIOグループ交流会議講師。
- 2011年10月 - 千葉大学「起業論」講師担当。
- 2011年10月21日 - アップル銀座店にて、「ソーシャル位置情報アプリセミナー」を主催。
- 2012年4月1日 - IT企業連携組織「TTPグループ」を発足、代表に就任。
- 2012年12月3日 - 株式会社ネクスト・アカデミー設立。取締役就任。
- 2013年8月23日 - 株式会社アストロフィア設立。取締役就任。
- 2014年3月27日 - 株式会社ネクスト・アカデミー代表取締役に異動
- 2014年4月1日 - 株式会社かっぺ取締役に異動
- 2014年10月 - 東京大学Edgeプログラム・メンター 就任
- 2014年12月 - 千葉大学教育学部特別研究員 就任

## 主な著書
- 「ネット通販商売の始め方」（執筆協力 出版：ぱる出版）